# Spergula madoniaca
Spergula madoniaca är en nejlikväxtart som först beskrevs av Michele Lojacono-Pojero, och fick sitt nu gällande namn av Iamonico. Spergula madoniaca ingår i släktet spärglar, och familjen nejlikväxter. Inga underarter finns listade i Catalogue of Life.